# Dinamio
Dinamio (latino: Dynamius; fl. 354-355) è stato un funzionario romano di età imperiale, implicato nella caduta di Claudio Silvano.

## Biografia
Nel 354, Dinamio e Picenzio complottarono per mettere l'imperatore Costanzo II contro il cugino e cesare Gallo.
Nel 355 Dinamio era actuarius sarcinalium princeps iumentorum; chiese al proprio conoscente Claudio Silvano delle lettere di presentazione presso i suoi amici: Silvano consegnò le lettere a Dinamio, il quale però le conservò sperando di poterne trarre profitto. Dinamio si associò allora ad altri importanti funzionari imperiali, come il prefetto del pretorio Gaio Ceonio Rufo Volusiano Lampadio e il praepositus sacri cubiculi Eusebio, allo scopo di danneggiare Silvano, che era stato inviato in Gallia al comando dell'esercito che la difendeva dai barbari. Dinamio e i suoi complici cancellarono con una spugna il testo delle lettere, lasciando solo gli indirizzi, e le riscrissero in maniera che sembrasse che Silvano stesse progettando di ottenere il trono con l'aiuto dei propri amici. Dinamio presentò allora le lettere al concistoro imperiale, che decise di far arrestare tutti coloro che venivano citati in esse.
In seguito, per rafforzare la propria versione, inviò altre lettere contraffatte al tribuno responsabile della fabbrica d'armi di Cremona, invitandolo, sempre fingendosi Silvano, a preparare quanto previsto. Ma il tribuno rese pubblica la cosa e il complotto fu scoperto: malgrado ciò, Silvano si era veramente ribellato e alla fine Dinamio fu premiato venendo nominato corrector della Tuscia et Umbria.